# Неукен
 Тази статия е за града в Аржентина.  За провинцията вижте Неукен (провинция).  
Неукѐн (на испански: Neuquén) е град в Аржентина. Разположен е в Източна Аржентина, в долина под източните склонове на Андите, близо до вливането на река Неукен в река Рио Негро. Главен град е на едноименната провинция Неукен. Основан е на 12 септември 1904 г. Има жп гара и университет. Население 201 868 жители от преброяването през 2001 г.

## Побратимени градове
|  | Държава | Град             |
|  | САЩ     | Ноксвил (Тенеси) |
|  | Италия  | Тревизо          |
|  | Чили    | Валдивия         |
|  | ------- | ---------------- |